# Friedrich Kuhlau

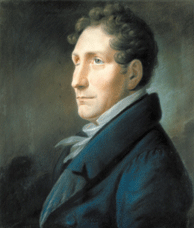
Friedrich Kuhlau

Friedrich Daniel Rudolph Kuhlau (* 11. September 1786 in Uelzen; † 12. März 1832 in Kopenhagen) war ein deutsch-dänischer Komponist.

## Leben
Als Kind verlor Kuhlau bei einem Unfall das rechte Auge. Er erhielt seine Ausbildung durch Christian Friedrich Gottlieb Schwencke in Hamburg. Um der französischen Konskription zu entgehen, flüchtete Kuhlau 1810 nach Kopenhagen. Nach Aufführung seiner beiden ersten, mit großem Beifall aufgenommenen Opern Die Räuberburg und Elisa wurde er 1818 zum königlichen Hofkomponisten (Hofkompositeur) ernannt. Für die Komposition des Schauspiels Elverhøj erhielt er einen Professorentitel. Friedrich Kuhlau starb am 12. März 1832 in Kopenhagen und liegt auf dem Assistenzfriedhof begraben.

## Werk
Außer weiteren Opern wie Lulu, Die Zauberharfe und Hugo und Adelheid schrieb Kuhlau Gesangskompositionen sowie Instrumental- und Klavierwerke, darunter viele instruktive, noch heute als Unterrichtswerke geschätzte Sonaten.
Franz Schubert äußerte sich einmal über die Sonatinen Kuhlaus: „Diese wahren Meisterwerke, auch wenn sie nur ein paar Minuten lang sind, besitzen eine ungeheure Melodik und Ausdruckskraft!“
Ein gutes Viertel seines Gesamtwerks ist der Flöte gewidmet, darunter Sonaten für Flöte und Klavier, Duos, Trios und das Quartett für 4 Flöten E-Dur op. 103.

### Elverhøj
Die Schauspielmusik zum Drama Elverhøj (deutsch: „Der Elfenhügel“), das anlässlich einer Hochzeit im dänischen Königshaus im Jahr 1828 entstand, komponierte er innerhalb von fünf Monaten unter Verwendung zahlreicher dänischer und schwedischer Volksmelodien. Der Text stammt von Johan Ludvig Heiberg. Ein Teil der Ouvertüre ist auch die dänische Königshymne Kong Christian stod ved højen mast, deren heute übliche Melodie Kuhlau bereits 1817 als Klavierkomposition veröffentlicht hatte. Die Uraufführung fand am 6. November 1828 im Königlichen Theater von Kopenhagen statt. Das Werk erfreut sich bis heute in Dänemark großer Beliebtheit.

### Werkverzeichnis
Die Biografie von Carl Thrane, Friedrich Kuhlau (1886), enthält ein umfassendes Werkverzeichnis und ist noch immer grundlegend. Es gibt einen Nachdruck von 1979.
Ein weiteres Werkverzeichnis ist der thematisch-bibliographische Katalog von Dan Fog, Kompositionen von Friedrich Kuhlau (1977).

## Sonstiges
Zu Ehren Friedrich Kuhlaus veranstaltet die Stadt Uelzen alle zwei Jahre im November einen internationalen Flötenwettbewerb.